# Hypsibarbus pierrei
Hypsibarbus pierrei är en fiskart som först beskrevs av Sauvage, 1880.  Hypsibarbus pierrei ingår i släktet Hypsibarbus och familjen karpfiskar. Artens utbredningsområde sträcker sig från Malaysia till Thailand och Vietnam. IUCN kategoriserar arten globalt som otillräckligt studerad. Inga underarter finns listade i Catalogue of Life.